# Sorrento Calcio 1945
El Sorrento Calcio 1945 es un club de fútbol de Italia, con sede en Sorrento, en Campania. Fue fundado en 1945, y compite en la Serie C, tercera categoría del fútbol italiano.

## Historia
El club fue fundado en 1945 como S.S. Sorrento Calcio por la mano de exatletas y dirigentes del primer conjunto sorrentino, el Nazario Sauro 1929. En 1971, el Sorrento logró su primer y - hasta hoy - único ascenso a la Serie B. Permaneció un solo año en la categoría de plata italiana, jugando de local en el Estadio San Paolo de Nápoles.
Tras unos años de decadencia, el conjunto desapareció en 2016, siendo refundado el mismo año como A.S.D. Football Club Sorrento, de la fusión del equipo de fútbol sala Atlético Sorrento y el Sant'Antonio Abate. En 2017, asumió el nombre actual y el año siguiente ascendió a la Serie D.

## Jugadores

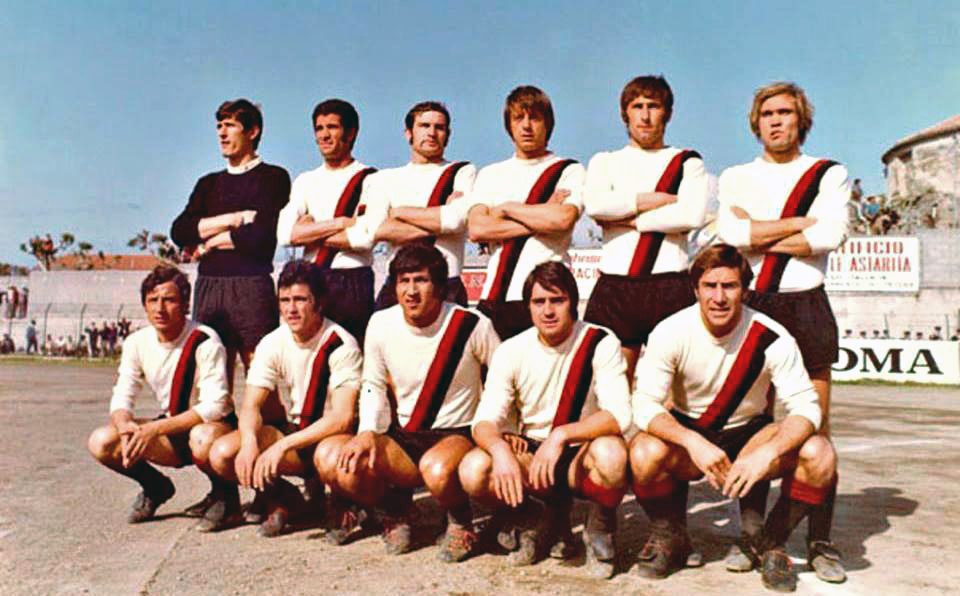
El Sorrento en la temporada 1970-71.

## Palmarés

### Torneos interregionales
- Serie C (1): 1970-71 (Grupo C)
- Copa Italia de la Lega Pro (1): 2008-09
- Serie C2 (1): 2006-07 (Grupo C)
- Supercopa de la Serie C2 (1): 2007
- Serie D (3): 1968-69 (Grupo G), 2005-06 (Grupo I), 2022-23 (Grupo G)
- Copa Italia de la Serie D (1): 2005-06

### Torneos regionales
- Eccellenza Campania (2): 1997-98 (Grupo B), 2017-18 (Grupo B)
- Promozione Campania (2): 1967-68 (Grupo B), 1993-94 (Grupo B)
- Prima Divisione Campania (1): 1946-47 (Grupo B)
- Seconda Divisione Campania (2): 1945-46 (Grupo B), 1952-53 (Grupo B)
- Copa Italia de Aficionados Campania (1): 1997-98